# Antoine Boirel
Antoine Boirel, né le 18 octobre 1621 et décédé en 1700, chirurgien français d'Argentan, en Normandie. Il devint lieutenant du premier chirurgien du roi. Il a eu trois épouses et seize enfants, dont le médecin Pierre Boirel (1650-1711), docteur en médecine à Paris et auteur d'un Traité sur la vérole et panacée mercurielle.
Il a au moins un frère, Nicolas Boirel.

## Biographie
Antoine Boirel est auteur d'un Traité des plaies de tête, Alençon, 1677, in-8°, recommandable par un bon nombre d'observations exactes, et fait dans l'esprit du chef de la chirurgie française, Ambroise Paré. On ne peut trop indiquer, dans ces premiers temps de la restauration de l'art, le petit nombre d'ouvrages qui brillent dans les ténèbres, et dont, la bonne méthode est prouvée même par l'intérêt qu'ils inspirent encore aujourd'hui. Celui de Boirel est de ce nombre. Boirel avait un fils Pierre, habitant la même ville, médecin comme lui et auteur de Nouvelles Observations sur la maladie vénérienne, Paris, 1702, in-12 ; réimprimées en 1711, même format. Ouvrage qui est bien loin d'avoir, en son genre, la même diffusion que celui de son père sur les plaies de tête.

## Source
« Antoine Boirel », dans Louis-Gabriel Michaud, Biographie universelle ancienne et moderne : histoire par ordre alphabétique de la vie publique et privée de tous les hommes avec la collaboration de plus de 300 savants et littérateurs français ou étrangers, 2e édition, 1843-1865 [détail de l’édition]